# Lurcy
Lurcy es una comuna francesa situada en el departamento de Ain, en la región de Auvernia-Ródano-Alpes.

## Demografía
| 225 | 194 | 182 | 197 | 199 | 257 | 379 | 403 | 372 |
| Para los censos de 1962 a 1999 la población legal corresponde a la población sin duplicidades (Fuente: INSEE [Consultar]) |     |     |     |     |     |     |     |     |

## Imágenes

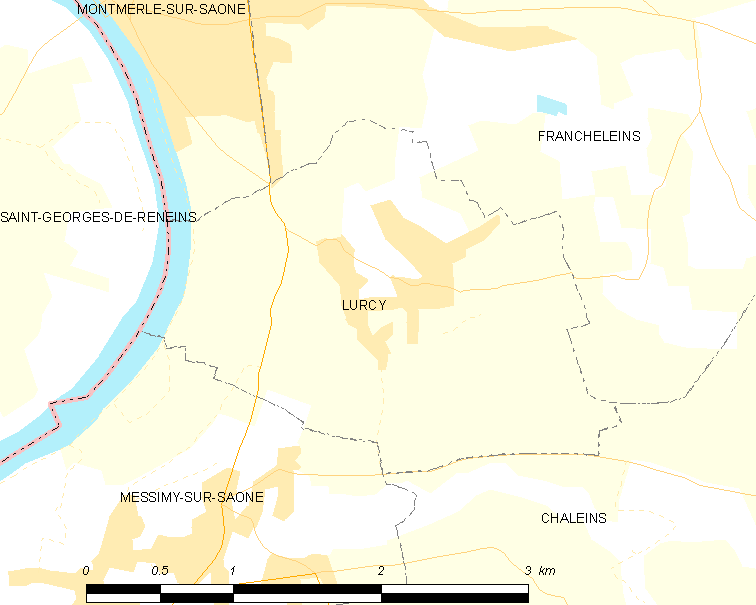
Mapa de Lurcy
Localización de Lurcy en el territorio de Ain